# Locked
Locked (titulada: Blindado en España y Encerrado en Hispanoamérica) es una película estadounidense de thriller psicológico de 2025 dirigida por David Yarovesky y protagonizada por Anthony Hopkins y Bill Skarsgård. La cinta pretende ser una nueva versión en habla inglesa de la película argentina-española 4x4 de Mariano Cohn y Gastón Duprat. El argumento sigue a un joven ladrón despreocupado que queda atrapado en un coche muy modificado por su misterioso propietario, que pretende enseñarle las "consecuencias" de su estilo de vida.
Locked se estrenó en Estados Unidos el 21 de marzo de 2025 por The Avenue.

## Argumento
Incapaz de reparar su furgoneta, Eddie Barrish no puede recoger a su hija Sarah del colegio. Desesperado, roba la cartera de un mecánico y compra billetes de lotería, hace llamadas infructuosas para pedir dinero prestado y busca coches abandonados para robar. Tras disculparse con Sarah por teléfono, encuentra una camioneta de lujo «Dolus» sin llave, pero solo encuentra unas gafas de sol para robar. Cuando intenta irse, el vehículo está cerrado, atrapándolo dentro.
El coche recibe una llamada, que Eddie ignora mientras lucha por escapar, cortándose el brazo en el intento y descubriendo que su teléfono no tiene señal. Finalmente responde a la llamada de William Larsen, el dueño del coche, quien le aplica descargas eléctricas con pistolas Taser integradas en los asientos. Observando a Eddie a través de cámaras ocultas por todo el coche, William explica que mandó construir el Dolus como una elaborada trampa tras seis robos previos.
Eddie saca su arma y dispara al cristal blindado, pero el proyectil rebota en su pierna. El coche está demasiado tintado e insonorizado como para que los transeúntes oigan sus gritos de auxilio. William, exigiendo una conversación, revela que es un médico adinerado, pero Eddie, con una hemorragia grave, se desmaya. Cae la noche y Eddie despierta y descubre que sus heridas han sido curadas, pero sigue atrapado solo en el coche.
Al día siguiente, el malhablado Eddie se niega a escuchar a William hablar de su hija Emma, y es atormentado con descargas eléctricas, aire acondicionado helado y música tirolesa. Al anochecer, Eddie se disculpa por haber maldecido y William cede, y Eddie se da cuenta de que su captor lo llama desde el balcón de su apartamento cercano. Con un cáncer terminal y solo unos meses de vida, William ha asumido la responsabilidad de impartir justicia. Ofrece liberar a Eddie si puede demostrar que allanar el Dolus es su primera vez, y lo somete a un calor insoportable.
Hambriento y deshidratado, Eddie entrega su información personal, y William apaga la calefacción y le ofrece una botella de agua. Raspando su último billete de lotería, Eddie descubre que ganó el dinero que necesitaba y se disculpa sinceramente con William, quien lo recompensa con una galleta en la guantera. Eddie se da cuenta de que puede acceder al sistema eléctrico del coche debajo de la guantera, que las cámaras no pueden ver mientras intenta alcanzar los circuitos con el pie.
Al día siguiente, Eddie, delirante, recurre a beber su propia orina. Esa noche, cree haber arrancado el coche, pero William revela que está pilotando el Dolus a distancia, lo que hace que Eddie se desplace por la ciudad. William interrumpe a un par de asaltantes, ignora las súplicas de Eddie y los aplasta con el coche. El paseo a toda velocidad termina cuando una frenada brusca deja a Eddie inconsciente.
Al despertar al día siguiente y descubrir que William usó su información para rastrear a Sarah, Eddie se siente impotente mientras William intenta atropellarla camino a casa desde la escuela. Amenazando con dispararse y acabar con el juego de William, Eddie aprieta el gatillo, solo para descubrir que William descargó el arma. Sarah se salva, pero Eddie destruye las cámaras y la pantalla del tablero del coche, enviando a su hija un mensaje de despedida.
William llega en persona para completar el castigo de Eddie, esposándolo y recargando el arma. Tras permitir que Eddie fume un último porro, William toma el volante y los lleva fuera de la ciudad para matar a Eddie y deshacerse de su cuerpo. Revela que Emma murió durante un robo, lo que lo incita a llevar a cabo su plan, pero Eddie logra desconectar el motor del coche. Al salirse de la carretera, el arma se dispara y William recibe un disparo.
Eddie se libera y ataca a William, justo cuando recibe una llamada de Sarah. Prometiendo recogerla del colegio, Eddie le ruega a William que abra el coche cuando se incendia, pero William muere. Atravesando el parabrisas trasero destrozado, Eddie es rescatado por un conductor que pasaba. Regresa al taller con su premio de lotería, pero al ver que la furgoneta no se repara a tiempo, le compra una bicicleta a Sarah, la usa para ir al colegio y reunirse con su hija.

## Reparto
| Actor             | Personaje      |
| ----------------- | -------------- |
| Anthony Hopkins   | William Larsen |
| Bill Skarsgård    | Eddie Barrish  |
| Navid Charkhi     | Butter         |
| Ashley Cartwright | Sara Barrish   |
| Michael Eklund    | Karl           |

## Producción
La película es una nueva versión del thriller de acción argentino del 2019 4x4. Fue dirigida por David Yarovesky, y contó con Ara Keshishian y Petr Jákl produciendo bajo su sello ZQ Entertainment, y con Sam Raimi y Zainab Azizi produciendo para Raimi Productions. En febrero de 2023, Anthony Hopkins y Glen Powell se unieron al proyecto en papeles de actuación. Más tarde, se reveló que Bill Skarsgård reemplazó a Powell. En febrero de 2025, se reveló que Ashley Cartwright, Michael Eklund y Navid Charkhi también se habían unido al elenco.
La fotografía principal se llevó a cabo en Vancouver a finales de 2023.

## Estreno
La película se proyectó en el programa Industry Selects del Festival Internacional de Cine de Toronto de 2024 el 6 de septiembre de 2024.
Los derechos de la película fueron adquiridos por The Avenue. Locked se estrenó el 21 de marzo de 2025 por The Avenue.

### Crítica
En el sitio web recopilador de reseñas Rotten Tomatoes, el 65 % de las 66 reseñas de los críticos son positivas, con una calificación promedio de 5,9/10. El consenso del sitio web dice: «Enfrentando a Bill Skarsgård y Anthony Hopkins en una batalla de ingenio, Locked está llena de ingenio, aunque no sabe bien dónde ubicar su historia». Metacritic, que utiliza una media ponderada, le asignó a la película una puntuación de 45 sobre 100, basándose en 10 críticos, lo que indica reseñas «mixtas o regulares».